# Leighton Buzzard Light Railway
Leighton Buzzard Light Railway (skr. LBLR) – jednotorowa, wąskotorowa linia kolejowa (pozostałość większej sieci) zlokalizowana w Anglii (Bedfordshire), w okolicach miasta Leighton Buzzard.

## Historia
Kolej jest jedną z nielicznych ocalałych, z setek lekkich kolei o rozstawie szyn dwóch stóp (610 mm) zbudowanych na terenie Wielkiej Brytanii do użytku przemysłowego. 
Leighton Buzzard i okoliczne miejscowości położone są na złożach piasku, stanowiącego surowiec dla budownictwa. Budowa linii normalnotorowej z Leighton Buzzard do Dunstable (1848) otworzyło możliwość eksploatowania nowych złóż. Po wybuchu I wojny światowej znacząco wzrósł popyt na piasek, a tani import stał się niemożliwy. Transport piasku po lokalnych drogach doprowadził do ich znacznej dewastacji i roszczeń wobec właścicieli kopalń. Sytuacja ta wymusiła budowę kolei piaskowej. Należąca do dwóch głównych operatorów piaskowni w okolicy – Joseph Arnold & Sons Ltd i George Garside (Sand) Ltd – zbudowało swoją linię z okolicy Billington Road do Double Arches w pobliżu Heath & Reach (5,6 km). Zbudowano ją wykorzystując głównie nadwyżkę materiałów i sprzętu Departamentu Wojny, odpowiedzialnego za budowę wąskotorowych linii zaopatrzeniowych do stref walk. Linia otwarta przez Leighton Buzzard Light Railway Ltd w 1919 była stale eksploatowana, a od 1968 obsługuje turystyczne pociągi pasażerskie prowadzone trakcją parową. Wraz z muzeum kolejnictwa stanowi atrakcję turystyczną.

## Trasa
Linia charakteryzuje się ostrymi łukami, stromymi wzniesieniami (do 1:25, czyli 4%) oraz licznymi skrzyżowaniami w poziomie dróg i ścieżek. Przy trasie znajduje się największa lądowa turbina wiatrowa w Wielkiej Brytanii. Czas jazdy wynosi 85 minut w obie strony, z Page's Park do Stonehenge Works, na północ od Leighton Buzzard. Obecna linia ma niecałe 4,8 km długości. Oryginalna linia była dłuższa o około 1 kilometr i prowadziła do Double Arches (renowacja pozostaje w planach).
Kolej jest zarządzana i obsługiwana przez wolontariuszy, członków Towarzystwa Kolei Wąskotorowych z Leighton Buzzard, które jest organizacją non-profit.

## Galeria

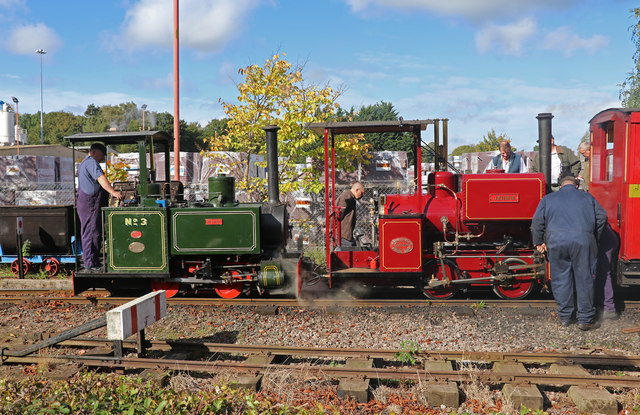
Od lewej: parowóz Rishra (Baguley Cars Ltd) z 1921 oraz Wren (Statfold Barn) z 2005
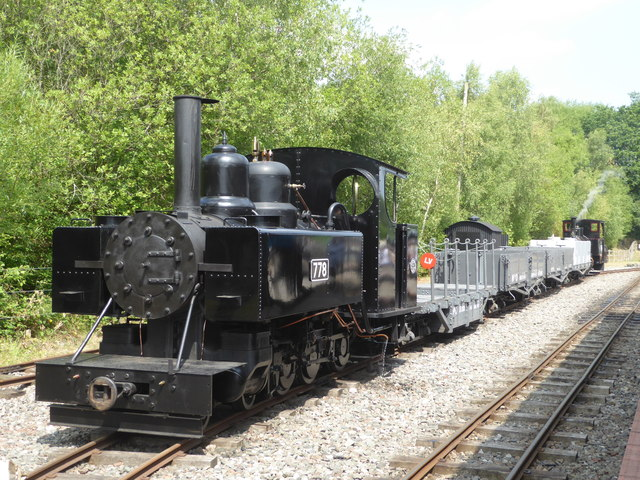
Lokomotywa Baldwin nr 44656 z 1917
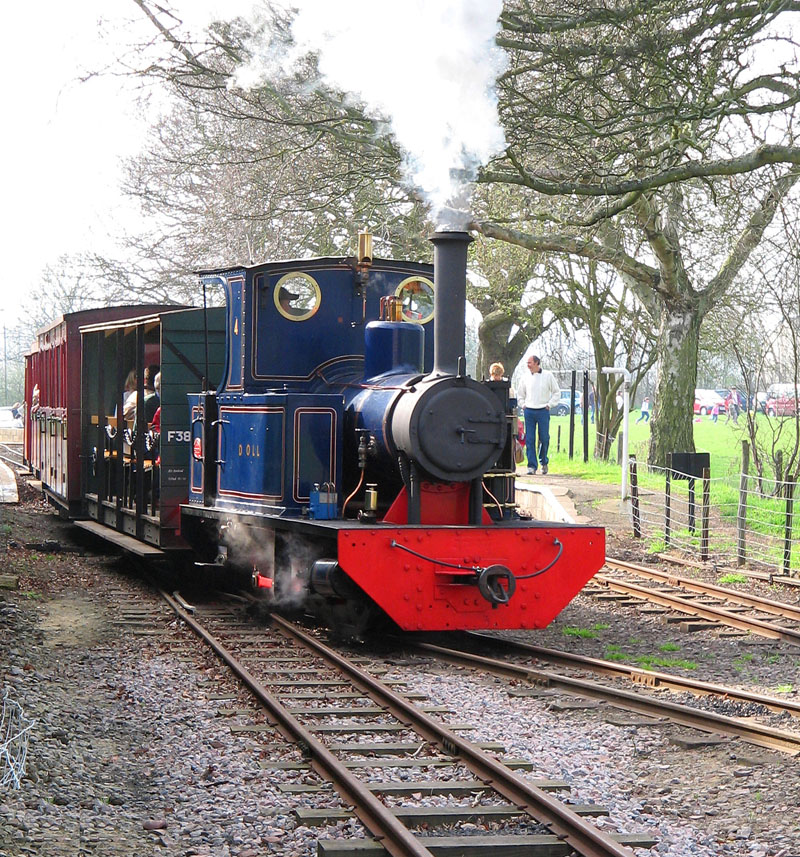
Parowóz Doll z 1919
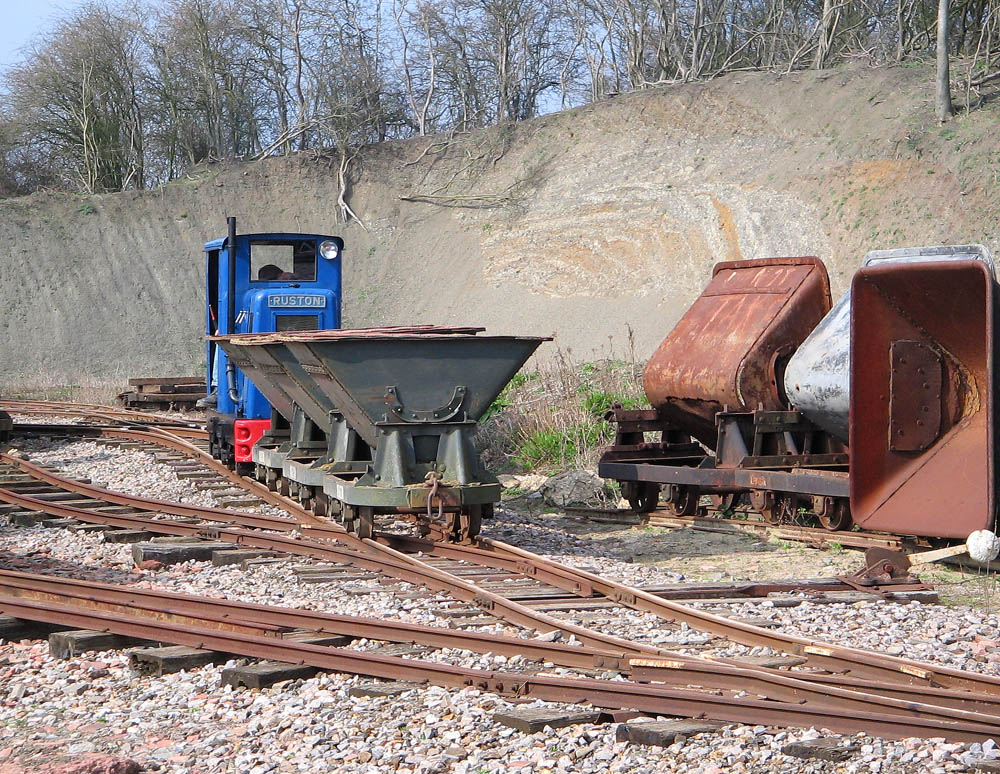
Wystawa kolei przemysłowej